# San Juan del Fuerte
San Juan del Fuerte es una localidad del estado mexicano de Michoacán. Es parte del municipio de La Piedad.

## Toponimia
El nombre «San Juan» hace referencia al santo patrono de la localidad: Juan el Bautista.

## Demografía
| Gráfica de evolución demográfica |
|                                  |

| Censo | Población |
| ----- | --------- |
| 1900  | 312       |
| 1910  | 432       |
| 1921  | 375       |
| 1930  | 321       |
| 1940  | 354       |
| 1950  | 441       |
| 1960  | 502       |
| 1970  | 511       |
| 1980  | 494       |
| 1990  | 651       |
| 2000  | 1292      |
| 2010  | 1336      |
| 2020  | 1414      |